# Kay Werner Nielsen
Kay Werner Nielsen (Aarhus, 28 mei 1921 – 13 maart 2014) was een Deens wielrenner die vooral als baanwielrenner actief is geweest.
Nielsen was professioneel wielrenner van 1948 tot 1961. Zijn specialiteit was achtervolging op de baan. In deze discipline werd hij in zijn eerste jaar als prof derde op de wereldkampioenschappen  individuele achtervolging. In 1953 werd hij op hetzelfde nummer geklopt in de finale door de Australiër Sidney Patterson en in 1956 werd hij nogmaals derde.
Op dit nummer werd hij tevens dertienmaal Deens nationaal kampioen (1948-1960).
In het begin van zijn profcarrière was hij succesvol in het omnium van Kopenhagen welke wedstrijd hij zowel in 1948 als in 1950 won.
Hij was tevens succesvol als zesdaagsenwielrenner. Hij nam in totaal aan 56 zesdaagsen deel en heeft in totaal 14 overwinningen op zijn naam staan. Van deze 14 overwinningen behaalde hij er 7 in zijn eigen land, 4 in Kopenhagen en 3 in zijn geboortestad Aarhus.
Veruit de meeste overwinningen in de zesdaagsen heeft Nielsen behaald samen met zijn koppelgenoot en landgenoot Palle Lykke, namelijk 8.
Na zijn wielerloopbaan werd Nielsen bestuurslid en voorzitter van de Deense Wielerbond.
Hij overleed in 2014 op 92-jarige leeftijd.

## Zesdaagsenoverwinningen
| Nr. | Jaar | Zesdaagse van | Samen met      |
| --- | ---- | ------------- | -------------- |
| 1   | 1951 | Kopenhagen    | Oskar Plattner |
| 2   | 1952 | Kopenhagen    | Lucien Gillen  |
| 3   | 1955 | Århus         | Evan Klamer    |
| 4   | 1955 | Kopenhagen    | Evan Klamer    |
| 5   | 1956 | Zürich        | Gerrit Schulte |
| 6   | 1956 | Frankfurt     | Evan Klamer    |
| 7   | 1958 | Århus         | Palle Lykke    |
| 8   | 1959 | Dortmund      | Palle Lykke    |
| 9   | 1959 | Berlijn       | Palle Lykke    |
| 10  | 1959 | Frankfurt     | Palle Lykke    |
| 11  | 1959 | Kopenhagen    | Palle Lykke    |
| 12  | 1960 | Frankfurt     | Palle Lykke    |
| 13  | 1960 | Zürich        | Palle Lykke    |
| 14  | 1961 | Århus         | Palle Lykke    |

| Aantal | Samen met                                         |
| ------ | ------------------------------------------------- |
| 8      | - Palle Lykke                                     |
| 3      | - Evan Klamer                                     |
| 1      | - Oskar Plattner - Lucien Gillen - Gerrit Schulte |